# Francis Pélissier
Francis Maurice Pélissier (Parigi, 13 giugno 1894 – Mantes-la-Jolie, 22 febbraio 1959) è stato un ciclista su strada e dirigente sportivo francese.
Professionista dal 1919 al 1932, conta due vittorie di tappa al Tour de France e una Parigi-Tours.

## Carriera
Secondo dei fratelli Pélissier di Parigi, fu abile spalla di Henri, il maggiore, e iniziatore della carriera di Charles, il più piccolo. Ottenne in carriera vittorie di tappa al Tour de France e diverse classiche, tra tutte la Parigi-Tours del 1921 e il Grand Prix Wolber, che fece suo nel 1926.
Nei campionati francesi seppe collezionare tre maglie tricolori, arrivando inoltre secondo in altrettante occasioni.
Sceso di bici, oltre ad essere al fianco del fratello minore, portò molti ciclisti sconosciuti alle luci della ribalta aiutandoli nella vittoria della Bordeaux-Parigi, già sua due volte; fu maestro di Ferdi Kübler, di Hugo Koblet e Jacques Anquetil.

## Palmarès

### Strada
- 1919

3ª tappa Tour de France (Cherbourg > Brest)
Parigi-Nancy
Paris-Dijon
Circuit de la Creuse
- 1920

Grand Prix de la Marne (cronometro)
Grand Prix du cinquantenaire - Lyon
Circuit de la Creuse
1ª tappa Grand Prix de Provence
3ª tappa Grand Prix de Provence
4ª tappa Grand Prix de Provence
Classifica generale Grand Prix de Provence
Corsa delle Tre Capitalia (Torino-Firenze-Roma)
- 1921

Parigi-Tours
Campionati francesi, Prova in linea
Circuit Aisne-Oise
- 1922

Bordeaux-Parigi
Paris-Montceau les Mines
- 1923

Campionati francesi, Prova in linea
- 1924

Campionati francesi, Prova in linea
Bordeaux-Parigi
1ª tappa Vuelta al País Vasco
Classifica generale Vuelta al País Vasco
- 1926

Grand Prix Wolber
Criterium de As
- 1927

1ª tappa Tour de France (Parigi > Dieppe)

### Cross
- 1926

Critérium International de Cyclo-cross

## Piazzamenti

### Grandi Giri
- Tour de France

1919: ritirato (5ª tappa)
1920: ritirato (3ª tappa)
1923: 23º
1924: ritirato (3ª tappa)
1925: ritirato (9ª tappa)
1927: ritirato (6ª tappa)

### Classiche monumento
- Milano-Sanremo

1920: 7º
- Giro delle Fiandre

1922: 3º
- Parigi-Roubaix

1919: 3º
1921: 2º
- Giro di Lombardia

1921: 11º